# Jakob Gabriel Trog
Jakob Gabriel Trog (ur. 15 maja 1781 w Thun, zm. 9 stycznia 1865 tamże) – szwajcarski mykolog. 

## Życie i praca naukowa
Był praktykantem aptekarza w Lozannie, potem pomocnikiem aptekarza w Miluzie, a w 1798 r. aptekarzem wojskowym w Neuenegg. Później rozpoczął studia przyrodnicze w Strasburgu i Paryżu. W 1802 r. poślubił Rosinę Francisca Perceret, córkę aptekarza. Od 1830 roku, po przejściu na emeryturę, całkowicie poświęcił się badaniu grzybów. Opublikował kilka artykułów naukowych z zakresu mykologii i zebrał zielnik gatunków grzybów. Większa część tego  zielnika jest obecnie przechowywana na Uniwersytecie w Bernie, a niektóre próbki znajdują się na Uniwersytecie w Ratyzbonie. 
Przy nazwach naukowych utworzonych przez niego taksonów standardowo dodawane jest jego nazwisko Trog (zobacz: Lista skrótów nazwisk botaników i mykologów). Na jego cześć nadano nazwy rodzajowi grzybów Trogia i niektórym gatunkom, m.in. Sphaeria trogii,  Heer, Trametes trogii Berk.